# アンコニト
『Incognito』（インカニート=匿名）はセリーヌ・ディオンの8枚目のアルバム。1987年3月8日にカナダケベック州で発売された。ケベックで大ヒットを記録し、数年後ディオンが国際的なスーパースターになった後、世界中で入手できるようになった。日本版は発売されていない。

## アルバム概要
このアルバムはディオンのそれまでとはまったく違う音楽スタイル、作曲家、プロデューサー陣、音楽レーベル（それまではソニー・ミュージックエンタテインメント専属の歌手だった。）によって作られ、うち2曲は後に共同で作品制作をするようになるリュック・プラモンドンによって書かれている。

## 収録曲
- 1987年 カナダ版 / 1992年 フランス版

1. "Incognito" (L. Plamondon, J. A. Roussel) – 4:39
2. "Lolita (trop jeune pour aimer)" (L. Plamondon, D. Lavoie) – 4:19
3. "On traverse un miroir" (I. Minoke, R. Lafond) – 4:40
4. "Partout je te vois" (E. Marnay, A. Nova) – 4:09
5. "Jours de fièvre" (E. Marnay, J. A. Roussel) – 5:13
6. "D'abord, c'est quoi l'amour?" (E. Marnay, S. Tracey) – 4:24
7. "Délivre-moi" (E. Marnay, E. G. Daily, H. Faltermeyer) – 4:19
8. "Comme un cœur froid" (E. Marnay, J. A. Roussel) – 5:13

- 1988年 フランス版

1. "Incognito" (L. Plamondon,J. A. Roussel) – 4:39
2. "Lolita (trop jeune pour aimer) (L. Plamondon, D. Lavoie) – 4:19
3. "On traverse un miroir" (I. Minoke, R. Lafond) – 4:40
4. "Ma chambre" (J. P. Ferland, D. Mercure) – 4:14
5. "Jours de fièvre" (E. Marnay, J. A. Roussel) – 5:13
6. "D'abord, c'est quoi l'amour?" (E. Marnay, S. Tracey) – 4:24
7. "Ne partez pas sans moi" (N. Martinetti, A. Sereftug) – 3:07
8. "Comme un cœur froid" (E. Marnay, J. A. Roussel) – 5:13